# Angelo Niculescu
Pour les articles homonymes, voir Niculescu.
Angelo Niculescu, né le 1er octobre 1921 à Craiova en Roumanie et mort le 20 juin 2015 à Bucarest (Roumanie), est un joueur et entraîneur de football roumain.

## Biographie
À la fin de ses études secondaires, il est recruté à 15 ans comme footballeur  au Rovine Grivita de Craiova, comme junior, malgré les réticences de son père, cheminot, puis au FC Craiova. Bien que footballeur, il est contraint de participer à des combats au sein des troupes engagées par le dictateur roumain Ion Antonescu auprès de l'armée allemande contre les Soviétiques, notamment dans la région d'Odessa,. 
Une fois libéré du service militaire, il accède à un club de Bucarest, puis est transféré au Dinamo Bucarest. Il y joue jusqu'en 1950, participant à 93 matches. En 1953, il devient l'entraîneur de ce club, passe dans différents clubs, avant de revenir au Dinamo. Il obtient deux titres de champion de Roumanie avec le Dinamo, en 1955 et 1965,.
Puis est nommé entraîneur de l'équipe nationale roumaine en 1967. Il reste à ce poste jusqu'en 1972, qualifiant cette équipe nationale parmi les 16 équipes du tournoi final de la Coupe du monde en 1970, après 32 ans d'absence à ce niveau. Ce tournoi se joue au Mexique, mais la Roumanie n'arrive pas à s'extraire du groupe C, devancée par le Brésil et l'Angleterre. Angelo Niculescu a la particularité d'être le premier entraineur à faire le choix, volontairement, de changer de gardien de but pendant un match du tournoi final d'une Coupe du monde : devant faire face à de redoutables attaquants brésiliens (équipe qui remportera la compétition), il fait en effet rentrer Rică Răducanu à la place d’Adamache à la 20e minute de jeu, alors qu'Adamache a déjà encaissé deux buts, tirés respectivement par Jairzinho et Pelé. L'équipe roumaine perd en définitive avec un score de 3 à 2 dans ce match,. Il réussit également à qualifier l'équipe roumaine pour les quarts de finale  du Championnat d'Europe en 1972. Ses relations sont difficiles avec un des meilleurs joueurs roumains de l'époque, Nicolae Dobrin,.
Un moment sollicité pour venir entrainer l'Olympique de Marseille en France, sans que cette perspective aboutisse, il reprend des fonctions d'entraineur jusque dans les années 1980, en particulier au Dinamo Bucarest en 1979-1980. La FIFA lui a attribué en 2011 la paternité du tiki-taka, pratiqué avec succès quelques décennies plus tard par le FC Barcelone,.

## Publication
- (ro) Fotbal. Metode și mijloace, Ed. Stadion, 1972, en collaboration avec Ion V. Ionescu.